# V503 Возничего
V503 Возничего (лат. V503 Aurigae) — одиночная переменная звезда в созвездии Возничего на расстоянии (вычисленном из значения параллакса) приблизительно 7078 световых лет (около 2170 парсеков) от Солнца. Видимая звёздная величина звезды — от +11,7m до +11,1m.

## Характеристики
V503 Возничего — красная пульсирующая полуправильная переменная звезда типа SRB (SRB) спектрального класса M. Эффективная температура — около 3306 K.